# 荒木彩花
荒木 彩花（あらき あやか、2001年9月2日 - ）は、日本の女子バレーボール選手。

## 来歴
福岡県大野城市出身。中学生のとき、バレーボール部の顧問に誘われたことをきっかけにバレーボールを始めた。
2020年1月24日、久光製薬スプリングス（現・SAGA久光スプリングス）への入団内定が発表された。
2021年4月24日、チーム公式サイトにて故障と手術についての詳細が発表。診察結果は「右膝外側半月板損傷」。全治6ヶ月と診断された。
2021-22シーズンはあまり試合に出場出来なかったが、2022-23シーズンはV1女子で多くの試合に出場し、ブロック賞、スパイク賞、ベスト6を受賞する活躍をした。
2023年、日本代表に選出された。ネーションズリーグのメンバーにも選出され、予選ラウンド12試合中8試合でスタメン出場を果たし、チームに貢献した。しかし、同年7月1日、タイ戦の第2セット中盤で、ブロックの着地の際に相手選手の足を踏み、足を負傷し途中交代。自力で立ち上がれず、ベンチに退いた後、車いすで会場を後にした。コンディションが良く仕上がっていてネーションズリーグで見せ場を作っていたさなかでの負傷だった。すぐに復帰できる怪我ではなく、目標としていたOQT（最終予選）出場も絶望となり、2021年の負傷よりも精神的にしんどく、どん底を味わった。当初は誰とも連絡を取れなかったという。
2023-24シーズンより、久光スプリングスでの背番号が20から2に変更となった。同シーズン開幕に照準を合わせリハビリを続け、2023年11月26日、V1女子のJTマーヴェラス戦でワンポイントブロッカーとして約5か月ぶりにコートに立った。2024年1月6日、V1女子のNECレッドロケッツ戦で同シーズン初となるスタメン出場を果たした。しかし、この試合で左手を負傷していて、左環指（薬指）中手骨骨折の診断を受け手術をすることとなり、当面は再び治療とリハビリに専念することとなった。

## 人物
プレー中はゴーグルを着用している。練習中ブロックに跳んだ際にフォルケ・アキンラデウォのアタックしたボールが目に当たったため。アキンラデウォ自身も同様の経緯でゴーグルを着用している。

## 所属チーム
- 大野城市立大利小学校[1]
- 大野城市立大利中学校[1]
- 東九州龍谷高等学校
- 久光スプリングス/SAGA久光スプリングス #20、#2（2020年-）

## 球歴
- 2017年 全国総合体育大会：優勝
- 2017年 国民体育大会：準優勝
- 2018年 全日本高等学校選手権大会：準優勝
- 2018年 国民体育大会：3位
- 2019年 全日本高等学校選手権大会：準優勝
- 2019年 国民体育大会：準優勝
- 2020年 全日本高等学校選手権大会：優勝

### 日本代表
- 日本代表（2023年-）
  - ネーションズリーグ - 2023年、2024年、2025年
  - オリンピック - 2024年
- ジュニア日本代表
  - アジアジュニア選手権（U-19） - 2018年（優勝）
  - U20世界選手権 - 2019年（優勝）
- ユース日本代表
  - アジアユース選手権（U-18） - 2017年（優勝）
  - 世界ユース選手権（U-18） - 2017年

## 受賞歴
- 2020年 - U20世界選手権 文部科学大臣賞受賞
- 2020年 - 全日本高等学校選手権大会 優秀選手賞
- 2023年 - 2022-23 V.LEAGUE DIVISION1 WOMEN スパイク賞、ブロック賞、ベスト6

## 個人成績
V.LEAGUEの個人成績は下記の通り（順位決定戦、VCup含む）。
| 大会            | チーム          | 出場     | 出場        | アタック | アタック | アタック | アタック | バックアタック | バックアタック | バックアタック | バックアタック | アタック 決定本数 | ブロック | ブロック       | サーブ | サーブ         | サーブ   | サーブ | サーブ | サーブ   | サーブレシーブ | サーブレシーブ | サーブレシーブ | サーブレシーブ | 総得点      | 総得点      | 総得点   | 総得点      |
| --------------- | --------------- | -------- | ----------- | -------- | -------- | -------- | -------- | -------------- | -------------- | -------------- | -------------- | ----------------- | -------- | -------------- | ------ | -------------- | -------- | ------ | ------ | -------- | -------------- | -------------- | -------------- | -------------- | ----------- | ----------- | -------- | ----------- |
| 大会            | チーム          | 試 合 数 | セ ッ ト 数 | 打 数    | 得 点    | 失 点    | 決 定 率 | 打 数          | 得 点          | 失 点          | 決 定 率       | セ ッ ト 平 均    | 得 点    | セ ッ ト 平 均 | 打 数  | ノ 丨 タ ッ チ | エ 丨 ス | 失 点  | 効 果  | 効 果 率 | 受 数          | 成 功 ・ 優    | 成 功 ・ 良    | 成 功 率       | ア タ ッ ク | ブ ロ ッ ク | サ 丨 ブ | 得 点 合 計 |
| V1 2021-22      | 久光            | 18       | 29          | 1        | 1        | 0        | 100      | 0              | 0              | 0              | -              | 0.03              | 0        | -              | 0      | 0              | 0        | 0      | 0      | -        | 0              | 0              | 0              | -              | 1           | 0           | 0        | 1           |
| V1 2020-21      | 久光            | 20       | 45          | 116      | 40       | 5        | 34.5     | 0              | 0              | 0              | -              | 0.89              | 29       | 0.64           | 120    | 1              | 0        | 9      | 32     | 5.6      | 7              | 0              | 4              | 28.6           | 40          | 29          | 1        | 70          |
| 通算：2シーズン | 通算：2シーズン | 38       | 74          | 117      | 41       | 5        | 35       | 0              | 0              | 0              | -              | 0.55              | 29       | 0.39           | 120    | 1              | 0        | 9      | 32     | 5.6      | 7              | 0              | 4              | 28.6           | 41          | 29          | 1        | 71          |